# 2014 في الصين
فيما يلي قوائم الأحداث التي وقعت خلال عام 2014 في الصين.

## أحداث
- 16 أغسطس – الألعاب الأولمبية الصيفية للشباب 2014
- 1 مارس – هجوم كونمينغ

## أفلام
من الأفلام التي صدرت هذه السنة في الصين:
- 1 يناير – منبوذ من إخراج نيك باول.
- 17 مايو – لمسة الخطيئة من إخراج جا جنكي.
- 15 أكتوبر – غضب من إخراج ديفيد آير.

## وفيات

### يناير
- 7 يناير – رن رن شو (مواليد 1907)
- 15 يناير – جون دوبسون (مواليد 1915) عالم فلك أمريكي.